# Discografia de Asa de Águia
A discografia de Asa de Águia, uma banda de axé brasileira, compreende em dezesseis álbuns de estúdio e seis álbuns ao vivo em uma carreira iniciada em 1988.

## Álbuns

### Álbuns de estúdio
| Álbum                 | Detalhes                                                                                              | Vendas      | Certificações  |
| --------------------- | --- | ----------- | -------------- |
| Asa de Águia          | - Lançamento: 18 de maio de 1988 - Formatos: CD, LP - Gravadora: RGE                                  |             |                |
| Asa de Águia          | - Lançamento: 1990 - Formatos: CD, LP - Gravadora: MusiColor                                          |             |                |
| Com Amor              | - Lançamento: 1991 - Formatos: CD, LP - Gravadora: Continental                                        |             |                |
| Se Ligue              | - Lançamento: 1992 - Formatos: CD, LP - Gravadora: Continental                                        |             |                |
| Cocobambu             | - Lançamento: 10 de outubro de 1993 - Formatos: CD, K7 - Gravadora: Columbia                          | - : 200.000 | - PMB: Platina |
| Sereia                | - Lançamento: 10 de outubro de 1994 - Formatos: CD, K7 - Gravadora: Columbia                          | - : 100.000 |                |
| A Lenda               | - Lançamento: 19 de junho de 1995 - Formatos: CD, K7 - Gravadora: Columbia                            | - : 300.000 |                |
| Kriptonita            | - Lançamento: 18 de agosto de 1996 - Formatos: CD, K7 - Gravadora: Columbia                           | - : 100.000 |                |
| Tá Reclamando de Quê? | - Lançamento: 30 de junho de 1997 - Formatos: CD - Gravadora: Columbia                                |             |                |
| E o Mundo Não Acabou  | - Lançamento: 3 de setembro de 1999 - Formatos: CD - Gravadora: BMG                                   |             |                |
| Asa                   | - Lançamento: 18 de setembro de 2000 - Formatos: CD - Gravadora: BMG                                  |             |                |
| Reino da Folia        | - Lançamento: 19 de agosto de 2001 - Formatos: CD - Gravadora: Coco Bambu • Abril                     |             |                |
| Trivela Brasil        | - Lançamento: 9 de agosto de 2002 - Formatos: CD - Gravadora: Coco Bambu • Abril                      |             |                |
| Sou Asa               | - Lançamento: 1 de dezembro de 2004 - Formatos: CD - Gravadora: Coco Bambu • Universal                |             |                |
| Vale Night            | - Lançamento: 10 de fevereiro de 2010 - Formatos: Download digital (gratuito) - Gravadora: Coco Bambu | - : 30.000  |                |
| Reiciclável           | - Lançamento: 2 de março de 2011 - Formatos: Download digital (gratuito) - Gravadora: Coco Bambu      |             |                |

### Álbuns ao vivo
| Álbum                     | Detalhes                                                                                                 | Vendas      | Certificações  |
| ------------------------- | --- | ----------- | -------------- |
| Ao Vivo                   | - Lançamento: 15 de julho de 1994 - Formatos: CD - Gravadora: Columbia                                   | - : 250.000 | - PMB: Platina |
| Na Veia                   | - Lançamento: 23 de julho de 1998 - Formatos: CD - Gravadora: Columbia                                   |             | - PMB: Platina |
| Abalou                    | - Lançamento: 17 de novembro de 2003 - Formatos: CD - Gravadora: Coco Bambu                              |             |                |
| Asa Ao Vivo               | - Lançamento: 17 de agosto de 2006 - Formatos: CD - Gravadora: Coco Bambu • Som Livre                    | - : 100.000 | - PMB: Platina |
| 20 Anos                   | - Lançamento: 6 de novembro de 2008 - Formatos: CD, download digital - Gravadora: Coco Bambu • Som Livre | - : 20.000  |                |
| 25 Anos: A Festa Continua | - Lançamento: 20 de outubro de 2012 - Formatos: CD, download digital - Gravadora: Coco Bambu • Som Livre |             |                |

### Coletâneas
| Álbum    | Detalhes                                                |
| -------- | ------------------------------------------------------- |
| Maxximum | - Lançamento: 2005 - Formatos: CD - Gravadora: Sony BMG |

## Singles
| Título                           | Ano  | Álbum                         |
| -------------------------------- | ---- | ----------------------------- |
| "Bota pra Ferver"                | 1988 | Asa de Águia                  |
| "Me Deixe"                       | 1988 | Asa de Águia                  |
| "Na Bahia Aiá"                   | 1989 | Asa de Águia                  |
| "A Gente Pede Festa"             | 1990 | Asa de Águia                  |
| "Qual É?"                        | 1990 | Asa de Águia                  |
| "Com Amor"                       | 1991 | Com Amor                      |
| "Iorubande" (part. Luiz Caldas)  | 1991 | Com Amor                      |
| "Porto Seguro                    | 1992 | Se Ligue                      |
| "Não Tem Lua"                    | 1992 | Se Ligue                      |
| "Me Dê"                          | 1993 | Se Ligue                      |
| "Dia dos Namorados"              | 1993 | Cocobambu                     |
| "Ficar com Você"                 | 1993 | Cocobambu                     |
| "Cocobambu"                      | 1994 | Cocobambu                     |
| "Tôa Tôa"                        | 1994 | Ao Vivo                       |
| "Eu Quero É Mais"                | 1994 | Sereia                        |
| "Baila Que Eu Vou"               | 1995 | Sereia                        |
| "Amor Tropical"                  | 1995 | Sereia                        |
| "Xô Satanás"                     | 1995 | A Lenda                       |
| "Prá Lá de Bragadá"              | 1996 | A Lenda                       |
| "Luar de Verão"                  | 1996 | A Lenda                       |
| "A Dança da Tartaruga"           | 1996 | Kriptonita                    |
| "Kriptonita"                     | 1997 | Kriptonita                    |
| "Sabor Legal"                    | 1997 | Tá Reclamando de Quê?         |
| "Pérola"                         | 1997 | Tá Reclamando de Quê?         |
| "Dança da Manivela"              | 1998 | Na Veia                       |
| "Dança do Vampiro"               | 1999 | Na Veia                       |
| "Maré Mansa"                     | 1999 | E o Mundo não Acabou!         |
| "Homem Cibernético"              | 2000 | E o Mundo não Acabou!         |
| "Pit Bull "                      | 2000 | Asa                           |
| "Para Navegar"                   | 2001 | Asa                           |
| "Tempere Aê"                     | 2001 | Asa                           |
| "Lá Vem o Asa"                   | 2001 | Reino da Folia                |
| "O Rei da Rua"                   | 2002 | Reino da Folia                |
| "Duas Medidas"                   | 2002 | Trivela Brasil                |
| "Casamento Não"                  | 2003 | Trivela Brasil                |
| "Amor de Fé"                     | 2003 | Abalou                        |
| "Salvador Dalino"                | 2004 | Abalou                        |
| "O Mago"                         | 2004 | Abalou                        |
| "O Lobo"                         | 2004 | Sou Asa                       |
| "Gladiador"                      | 2005 | Sou Asa                       |
| "Gênio da Lata"                  | 2005 | Sou Asa                       |
| "Cheio de Graça"                 | 2006 | Sou Asa                       |
| "Quebra Aê"                      | 2006 | Asa Ao Vivo                   |
| "Rara e Bela"                    | 2007 | Asa Ao Vivo                   |
| "O Que Tem Que Ser Será"         | 2007 | Asa Ao Vivo                   |
| "Corpo Moreno"                   | 2007 | Asa Ao Vivo                   |
| "Simbora"                        | 2008 | 20 Anos                       |
| "Além Mar" (part. Ivete Sangalo) | 2008 | 20 Anos                       |
| "Mais que Melhor"                | 2009 | 20 Anos                       |
| "Farrauê" (part. Ivete Sangalo)  | 2009 | 20 Anos                       |
| "O Dia do Asa"                   | 2009 | Vale Night                    |
| "Vale Night"                     | 2010 | Vale Night                    |
| "Anjo Bebê"                      | 2010 | Vale Night                    |
| "Reciclável"                     | 2011 | Reciclável                    |
| "Dê no Que Der"                  | 2011 | Reciclável                    |
| "Deixe o Amor Flutuar"           | 2012 | Não adicionado à nenhum álbum |
| "Musa Doidinha"                  | 2012 | Não adicionado à nenhum álbum |
| "Trenzinho do Amor"              | 2012 | 25 Anos: A Festa Continua     |
| "Êh Cambada"                     | 2013 | 25 Anos: A Festa Continua     |
| "Mamiko" (part. Magary Lord)     | 2013 | Não adicionado à nenhum álbum |
| "Êta Zorra"                      | 2014 | Não adicionado à nenhum álbum |